# Europa Hauptschule Leoben
Die Europa Hauptschule Leoben ist eine Hauptschule in Leoben im österreichischen Bundesland Steiermark. Die seit 2002 in der heutigen Form bestehende Hauptschule befindet sich im Stadtteil Donawitz. Sie pflegt den Europa-Gedanken und ist Partner von anderen Hauptschulen aus dem skandinavischen Raum.

## Geschichte
Das Schulgebäude wurde 1921–1927 erbaut und im November desselben Jahres feierlich eröffnet. Damals war Donawitz noch eine selbständige Gemeinde. Im Haus befanden sich bis zum Jahre 1978 die Pestalozzi-Hauptschule für Knaben und die Pestalozzi-Hauptschule für Mädchen. Ein Parlamentsbeschluss von 1978 besagt, dass alle öffentlichen österreichischen Schulen koedukativ (Knaben und Mädchen gemeinsam) geführt werden müssen. Mit 1. September 2002 wurden beide Schulen zusammengelegt und neu organisiert. Seither gibt es die Europa Hauptschule in Leoben.

## Leitbild
Heute zeichnet diese Schule der europäische Gedanke aus. Man bemüht sich besonders um Zusammenarbeit mit anderen Schulen aus dem EU-Raum und führt dies auch durch verschiedene Bildungsprojekte, die von der EU mitfinanziert werden, durch. Die Schule unterhält Partnerschaften zu Schulen im dänischen Aalborg (Vester Mariendal Skole), im schwedischen Karlskoga (Karlbergsskolan 7 ~ 9) und im norwegischen Fredrikstad (Kråkerøy ungdomsskole). Ein Sprachassistent aus dem Ausland soll auch den Fremdsprachenschwerpunkt fördern, um die 10- bis 14-jährigen Schüler besser auf die Zukunft vorzubereiten. 

## Pädagogische Inhalte
Der leistungsdifferenzierte Unterricht in familiären Kleingruppen entspricht der modernen Didaktik. Die Schwerpunkte der Schule sind EDV und Technik. Zwei Wochenstunden EDV sind Pflichtgegenstand. Die Erlangung des Europäischen Computerführerscheins soll zu einem Startvorteil in weiterführenden Studien und in der Wirtschaft beitragen. Mit dem Schwerpunkt des Technischen Werkunterrichtes erlernen die jungen Menschen handwerkliche Fähigkeiten und technische Grundkenntnisse.
Ein von der EU gefördertes Projekt ermöglicht die Partnerschaft mit der Europahauptschule Alsdorf im deutschen Bundesland Nordrhein-Westfalen und der Karlbergsskolan Karlskoga im schwedischen Värmland. Das Projekt trägt den Namen „LAKE“, ein Akronym aus den Namen der teilnehmenden Städte (Leoben, Alsdorf, Karlskoga) und Europe.
Sein Motto lautet „The youth of three different European regions takes care of environment“.
Die Europa Hauptschule Leoben ist weit über die Bezirksgrenzen hinaus für ihre Aufführungen mit der Schulspielgruppe bekannt, und seit einigen Jahren wird dieser Kreativbereich mit einer „Modern Dance Group“ erweitert. 
Heute werden fast 140 Schüler in neun Klassen von 27 Lehrern und Lehrerinnen unterrichtet. Außerdem wird eine Ganztagesbetreuung der Schüler angeboten.

## Vorfall
Am Mittwoch, 7. Februar 2024, gegen 10 Uhr stürzt ein Lehrer (54) im Stiegenhaus 3 Stockwerke tief bis auf Kellerniveau und stirbt. Die Kriminalpolizei ermittelt in der Frage des Verschuldens.